# Мандат за защита
С мандат за защита се назовава както конкретният съдебен акт, така и цялата съдебна процедура, предхождаща неговото издаване – от подаването на иска до неговото уважаване или отхвърляне от съда.
Мандатът за защита в Бразилия е аналог на ампарото в испаноезичните страни в Латинска Америка и често се отъждествява с мандамуса в англоа-саксонската правна система.

## Характеристики
Разпореждането за защита е обект на регламентиране в чл. 5, ал. LXIX и ал. LXX от Конституцията на Бразилия и в закон N.12.016 от 7 август 2009 г.
Според разпорежданията на конституцията предмет на мандата за защита е защитата на неоспорими права, които не се препокриват от актовете Habeas corpus и Habeas data, когато страната, отговорна за незаконното действие или за злоупотребата с власт, е орган на публичната власт или служител на юридическо лице, изпълняващо властови функции.
Според тези разпореждания става ясно, че за издаването на разпореждане за защита е необходимо да са едновременно налице четири хипотези:
1. актът, срещу който се издава разпореждането, да е извършен от орган на публичната власт;
2. актът трябва да е незаконен или да е извършен при злоупотреба с правомощия;
3. да е налице нарушаване, ограничаване или заплаха за неоспоримите права;
4. нарушените права да не са обект на защита от актовете Habeas corpus или Habeas data;[2]

Под неоспоримо право (на португалски: direito líquido e certo, букв. установено и ясно право) в бразилската правна система се разбира всяко право, за чието съществуване не се изисква представяне на специални доказателства. Обикновено неоспоримите права са гарантирани и изброени в Конституцията или законите на страната. Достатъчни, за да се демонстрира наличието на такова право, са устното твърдение на дадено лице или твърдения в представен от него документ. Неоспоримите права са съществен елемент от процедурните изисквания за искане и издаване на мандат за защита.
Важното е да се отбележи, че мандатът за защита в Бразилия е съдебен акт, който цели да промени поведението на даден орган на властта, за да се преустановят или предотвратят твърдените нарушения на неоспорими права. Такива разпореждания за защита се издават често в някоя междинна фаза на съдебни дела, преди съдът да се произнесе с окончателно решение по съдебния спор. Мандатът за защита се издава, след като съдът е получил, разгледал и одобрил петиция или искане за издаване на мандат за защита, внесено от засегнатата страна, в което са изложени всички факти, които биха оправдали издаването на такъв мандат.
Въпреки всичко мандатът за защита е процедура, която не може да бъде използвана за оспорване на общия ефект върху обществените отношения, който даден закон създава, тъй като обектът на мандата за защита е защитата на персонални и конкретни неоспорими права. В това отношение в Бразилия строго се прилага сумулативно решение No 266 на Върховния федерален съд, което гласи, че на теория не се допуска мандат за защита срещу закон. Оспорването на конституционността на приетите от Националния конгрес и щатските събрания закони е обект на други съдебни процедури. Това обаче не означава, че гражданите не притежават възможности да оспорят приемането на закони, които нарушават упражняването на конкретни неопспорими права. Така например всяка заинтересована страна има право да подаде жалба до председатеските съвети на двете камари на Националния конгрес, за да предотврати приемането на законодателни актове, ограничаващи неоспоримите права на жалбоподателя. Освен това, доколкото в конкретния случай въпросът засяга упражняването на индивидуални и конкретни неоспорими права, и доколкото решението на съда по конкретния случай не излиза извън сферата на частните отношения, процедура за мандат за защита може да бъде поискана от съда, за да се предотврати приемането на даден законопроект. В Бразилия процедурата мандати за защита се провежда от съда, в чиято юрисдикция попада територията, върху която упражнява властта си органът, издал оспорвания акт. Според Конституцията на Бразилия, когато става въпрос за актове на Конгреса, това право принадлежи на Върховния федерален съд. Така чрез процедурата мандат за защита Върховният федерален съд на страната може да се намеси в легислативния процес, за да предотврати приемането на законопроект, чрез упражняването на превантивна форма на конституционен контрол.

## Видове
Всеки бразилски гражданин, който прецени, че даден акт на държавен орган ограничава, заплашва или нарушава собствените му неоспорими права, може да подаде пред съда индивидуалноискане за мандат за защита, предмет на който е защитата на собствените му неоспорими права. Мандатите за защита, с които съдът се произнася по искане на конкретно лице, се наричат индивидуални мандати за защита. Първата бразилска конституция, която дава такова право на бразилските граждани, е Конституцията от 1934 г.
Конституцията на Бразилия от 1988 въвежда и понятието колективен мандат за защита.
При колективния мандат за защита предметът на разпореждането е защитата на неоспоримите права на широк кръг неконкретизирани физически или юридически лица, обединени по корпоративен признак. Според Конституцията на Бразилия искане за колективно разпореждане за защита може да бъде подадено от:
1. всяка представена в Националния конгрес на Бразилия политическа партия;
2. синдикатите, професионалните и браншови обединения или търговските асоциации, които са законно регистрирани и са извършвали дейност в страната повече от една година, за защита правата интересите и правата на техните членове и партньори.[6][8]